# Казанкин, Пётр Тимофеевич
Пётр Тимофеевич Казанкин (25 декабря 1926, с. Никольское, Сакмарский район, Оренбургская область — 5 августа 2019, Оренбург) — советский хозяйственный, государственный и политический деятель, Герой Социалистического Труда. Почётного звания удостоен за рекордные урожаи зерновых в Илекском районе Оренбургской области, который он бессменно возглавлял 25 лет.
Ветеран Великой Отечественной войны. В 1945 году участник разгрома милитаристской Японии и освобождения Порт-Артура.

## Биография
Родился в 1926 году в селе Никольское.
Призван в армию в 1944 году. Окончил Пермское военно-морское авиационно-техническое училище им. В. М. Молотова, служил механиком.
Участник Великой Отечественной войны. В составе минно-торпедного авиаполка ВВС Тихоокеанского флота Казанкин в 1945 году участвовал в разгроме Японии и освобождении Порт-Артура. Далее ещё 6 лет Казанкин нёс военную службу. Демобилизовался в 1951 году, после чего вернулся в родную Чкаловскую (Оренбургскую) область.
С 1951 года Казанкин на хозяйственной, общественной и политической работе. В 1951—1965 гг. — инструктор райкома ВКП(б)/КПСС, первый секретарь Сакмарского райкома ВЛКСМ, заведующий отделом пропаганды и агитации Екатериновского, Сакмарского райкомов КПСС.
После окончания Оренбургского сельскохозяйственного института работал инструктором Оренбургского обкома КПСС.
С 1965 по 1990 год — первый секретарь Илекского райкома КПСС.

Здание Илекского райкома КПСС, который 25 лет возглавлял Казанкин. У входа посаженная им голубая ель

Указом Президиума Верховного Совета СССР от 11 декабря 1973 года присвоено звание Героя Социалистического Труда с вручением ордена Ленина и золотой медали «Серп и Молот».
В 8-й и 9-й пятилетках возглавляемый Казанкиным Илекский район по урожайности полей и эффективности животноводства занимал одно из ведущих мест в Оренбургской области и много раз был победителем во Всесоюзном и Всероссийском соревнованиях.
В 1974 году Илекский район собрал самый высокий урожай в Оренбургской области — по 17,8 центнеров зерна с гектара, в закрома государства было засыпано 12,2 млн пудов хлеба, что сопоставимо с результатами целых областей. При расчёте урожайности, однако, не были учтены распаханные в том году земли бывшего военного аэродрома, что позволило неожиданно резко улучшить статистику сбора зерновых.
Пётр Казанкин — делегат XXIV съезда КПСС. Член Совета старейшин при губернаторе Оренбургской области (2013—2019).
До самой смерти Пётр Тимофеевич Казанкин проживал в своём доме на улице Комсомольской в селе Илек, с которым связана его трудовая биография. Перед зданием районной администрации растёт голубая ель, высаженная П. Т. Казанкиным, о чём возвещает специальная табличка.
Был женат, супруга Мария Ильинична работала в отделе комплектования районной библиотеки. В семье две дочери, 2 внуков, 5 правнуков.
Скончался 5 августа 2019 года в областной больнице в Оренбурге, куда был доставлен в связи с ухудшением состояния здоровья. Похоронен 7 августа на Илекском кладбище.